# Adinandra nigropunctata
Adinandra nigropunctata là một loài thực vật có hoa trong họ Pentaphylacaceae. Loài này được Merr. mô tả khoa học đầu tiên năm 1914.